# Yahachi Tanabe
Yahachi Tanabe (jap. 田辺 弥八 Tanabe Yahachi; ur. 13 sierpnia 1905, zm. 29 kwietnia 1990) – japoński wojskowy, chūsa (komandor), jeden z najbardziej skutecznych dowódców japońskich okrętów podwodnych. Dowodząc I-168 zatopił pod Midway amerykański lotniskowiec USS „Yorktown” (CV-5), jako dowódca zaś I-176 ciężko uszkodził krążownik ciężki USS „Chester” (CA-27).

## Sukcesy

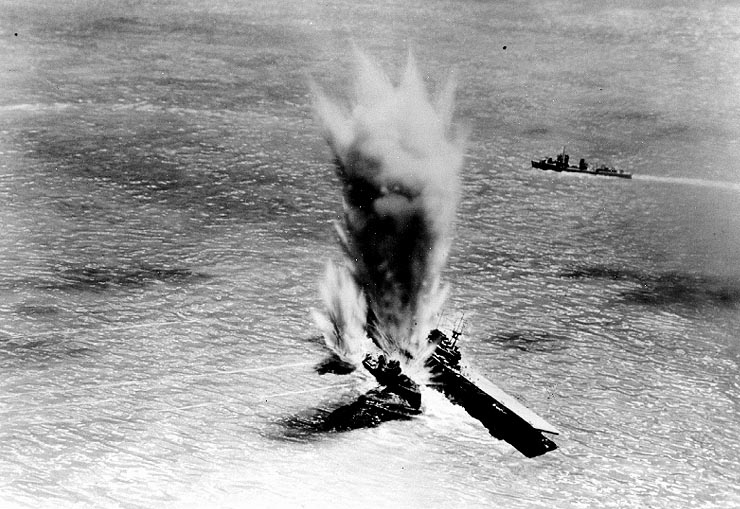
Storpedowane USS „Yorktown” (CV-5) i USS „Hammann” (DD-412)

6 czerwca 1942 roku o godzinie 4:10 rano, dwa dni po głównej bitwie lotniskowców pod Midway, dowodzony przez Tanabe I-168 wyśledził w odległości 12 mil uszkodzony podczas bitwy USS „Yorktown” w eskorcie sześciu niszczycieli. Dowódca powoli zbliżył się na odległość ok. 1 mili do okrętu lotniczego i manewrując w zanurzeniu przez 6,5 godziny ustawiał okręt w dogodnej pozycji do ataku. Znalazł się w końcu w odległości 1300 metrów od lewej burty lotniskowca, gdzie stojący przy nim niszczyciel USS „Hammann” (DD-412) zaopatrywał go w niezbędną do walki z wciąż trawiącymi lotniskowiec pożarami wodę i energię elektryczną.
O godzinie 13:31 Yahachi Tanabe rozkazał wystrzelić dwie salwy po dwie torpedy każda. Pierwszy został trafiony niszczyciel, który natychmiast złamał się na pół, dwie kolejne torpedy trafiły lotniskowiec poniżej mostka, czwarta natomiast przeszła za rufą. Sam jednak I-168 został natychmiast wykryty i zaatakowany przez trzy niszczyciele. Atak niszczycieli trwał około 6 godzin, podczas których na okręt zrzuconych zostało 60 bomb głębinowych.

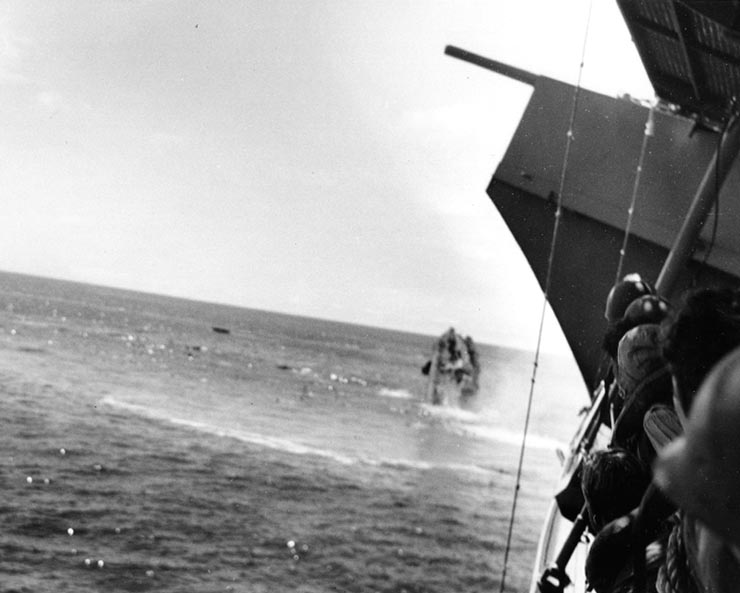
Tonąca rufa przełamanego USS „Hammann” widziana z pokładu USS „Yorktown” niedługo przed zatonięciem tego ostatniego

Wkrótce po zatopieniu amerykańskiego lotniskowca, shōsa (komandor porucznik) Yahachi Tanabe, został promowany do stopnia chūsa (komandor) i otrzymał dowództwo całkowicie nowego okrętu I-176. Po Midway jednak sytuacja Japonii w wojnie na Pacyfiku szybko zmieniała bieg na niekorzystny. Z powodu amerykańskiego lądowania na Guadalcanal i w Tulagi, już trzy dni po przyjęciu do służby I-176 wyszedł z Kure do Truk, dokąd dotarł 16 września 1942 roku. Zaraz potem, okręt Tanabe został wysłany pod Espiritu Santo w archipelagu Nowe Hebrydy, będącą główną bazą zapewniającą wsparcie dla amerykańskich wojsk walczących pod Guadalcanalem. Wraz z dwoma innymi japońskimi okrętami podwodnymi, I-176 miał zwalczać amerykański transport między Espiritu Santo a Guadalcanalem.
I-176 opuścił Truk 18 września, kierując się w stronę Morza Koralowego, gdzie miała wyznaczony sektor patrolowania na wodach wschodniej części tego akwenu, graniczących od południa z Nowymi Hebrydami, Wyspami Santa Cruz na wschodzie i San Cristobal — najbardziej na południe wysunięta wyspą Salomonów — od północnego zachodu. Niebezpieczny rejon nazywany przez Amerykanów "Torpedo Junction" (węzeł torpedowy) — z powodu częstych spotkań w nim z japońskimi okrętami podwodnymi.
W tym miejscu, o 20:40 w dniu 20 października Tanabe napotkał płynącą na południe grupę trzech krążowników i czterech niszczycieli z Task Force 64 wiceadmirała Willisa Lee, która zygzakowała przy prędkości 19 węzłów. W świetle księżyca dowódca I-176 błędnie zidentyfikował cele jako dwa pancerniki, dwa krążowniki i kilka niszczycieli. Tanabe przygotował okręt do ataku na pancernik typu Texas i wystrzelił w jego kierunku pełną salwę sześciu torped. W rzeczywistości jednak, okręt Tanabe celował w USS „Chester” (CA-27) krążownik ciężki typu Northampton.

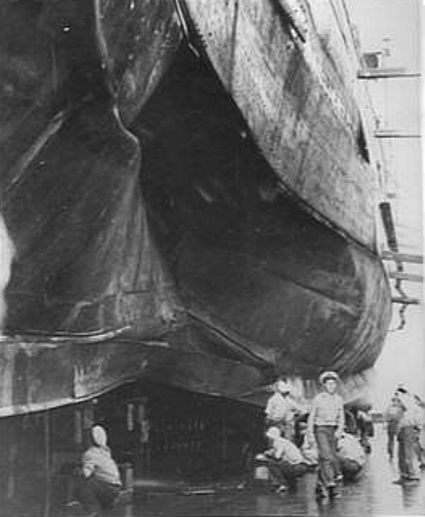
Uszkodzenie kadłuba pod pasem pancernym USS „Chester” (CA-27)

Jedna z wystrzelonych przez japoński okręt torped kalibru 610 mm trafiła i eksplodowała pod pasem pancernym amerykańskiego krążownika, jednak pozostałe pięć pocisków minęło się z celem. W rezultacie eksplozji natychmiast zginęło  11 członków załogi, kolejnych 12 odniosło rany. Sam okręt wprawdzie utrzymał się na powierzchni, jednak eksplozja 300-kilogramowej głowicy torpedy Typ 92 — lżejszej odmiany "długiej lancy" — spowodowała, że okręt utracił zasilanie; dopiero po 1,5 godziny udało się ponownie podnieść ciśnienie pary, a okręt o własnych siłach ruszył w drogę powrotną do Espiritu Santo.  USS „Chester” powrócił do walki dopiero po 10 miesiącach remontu w Norfolk nad Atlantykiem.
Po połowicznie udanym ataku, I-176 był przez trzy godziny ścigany przez amerykańskie niszczyciele. Udało mu się jednak przetrwać obławę i 29 października wrócił do Truk. W swoim raporcie chūsa Yahachi Tanabe słusznie stwierdził, że okręt przeciwnika najprawdopodobniej został jedynie uszkodzony, nie uległ zaś zatopieniu.

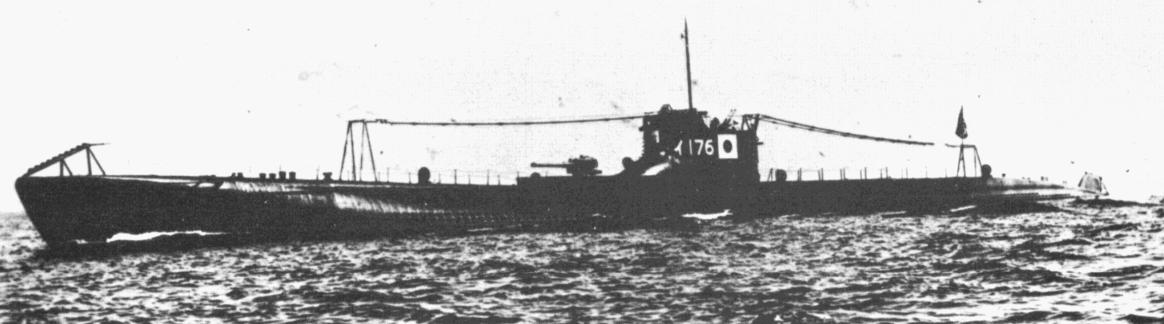
I-176

Przez cały następny rok I-176 operował poza Rabaul, głównie wykonując misje zaopatrzeniowe dla obleganych wojsk w Nowej Gwinei i Guadalcanal. Były to ryzykowne operacje, do których okręty podwodne nie są przystosowane. Przykładowo 19 marca 1943 roku podczas rozładunku zaopatrzenia w porcie Lae, I-176 został zaatakowany przez trzy bombowce B-25 Mitchell — jedna ze zrzuconych bomb trafiła okręt, ale eksplodowała na tylnym pokładzie wypełnionym beczkami z ryżem, który zaabsorbował falę uderzeniową, dzięki czemu okręt odniósł jedynie niewielkie uszkodzenia. Atak wywołał jednak ofiary wśród załogi na mostku. Śmierć na miejscu poniosło dwóch sterników, a sam chūsa Tanabe został poważnie ranny. Okręt wyszedł wkrótce z portu, aby przetestować sprawność okrętu, niemal natychmiast jednak odkryto dużą liczbę przecieków. Nie chcąc więc ryzykować rejsu powrotnego do Rabaul na powierzchni, Tanabe rozkazał wysadzić okręt na brzeg tuż poza portem, gdzie żołnierze armii mieli dokończyć rozładunek zaopatrzenia z okrętu. Zaraz potem załoga jednostki załatała przecieki, a okręt korzystając z wysokiego przypływu odpłynął z brzegu, zanurzył się i udał się z powrotem do bazy, gdzie ranny Tanabe przekazał okręt w dowództwo shōsa Mitsuyoshiemu Itakurze.